# Погорелов, Николай Владимирович
Николай Владимирович Погорелов (14 ноября 1939, Плоское, Курская область — 24 марта 1993, Екатеринбург) — советский футболист, защитник, полузащитник.

## Биография
Начинал играть в юношеской команде «Уралмашзавода», тренер М. А. Уласевич.
Играл за команды второй по силе лиги (1968 — третьей) «Машиностроитель»/«Уралмаш» Свердловск (1958, 1962—1968, был капитаном), СКА Одесса (1959—1961), «Стрела» Свердловск. Полуфиналист Кубка СССР 1959/60.
Тренировал «Калининец» в 1972—1973 гг.
Жена играла в баскетбол в «Трудовых резервах». Дочь Елена играла в дубле УГМК, работала тренером в школе-интернате для слабослышащих, затем в команде педагогического института. Директор ДЮСШ «УГМК-Юниор».
Скончался 24 марта 1993 года. Похоронен на Северном кладбище.